# Seznam srbskih igralcev
Seznam srbskih igralcev.

## A
- Danica Aćimac
- Milan Ajvaz
- Aleksandar Alač
- Anja Alač
- Mija (Miloslav) Aleksić
- Tamara Aleksić
- Slobodan Aligrudić
- Mladen Andrejević
- Stole Aranđelović
- Neda Arnerić
- Teodora Arsenović

## B
- Nedeljko Bajić
- Radoš Bajić
- Lazar Bakočević
- Nebojša Bakočević
- Gojko Baletić
- Bojana Bambić
- Ljubomir Bandović (črnogor.rodu)
- Mira Banjac
- María Baxa (srb.-ital.)
- Zorana Bećić (bos.-srb.)
- Boro Begović (Črnogorec)
- Ivan Bekjarev
- Tatjana Beljakova ?
- Jovana Belović
- Igor Benčina
- Petar Benčina
- Aleksandar Berček
- Marija Bergam (črnogor.)
- Slobodan Beštić
- Miloš Biković
- Severin Bijelić
- Miloš Biković
- Predrag Bjelac
- Jelica Bjeli
- Dragan Bjelogrlić
- Ljiljana Blagojević
- Nada Blam
- Ljubinka Bobić
- Goran Bogdan
- Lena Bogdanović
- Snežana Bogdanović
- Sibina Bogunović (por. Mijatović)
- Dragomir Bojanić - Gidra
- Svetlana "Ceca" Bojković
- Ivan Bosiljčić
- Bosnia (Sofija Juričan)
- Tanja Bošković
- Petar Božović
- Iskra Brajović
- Vojislav "Vojo" Brajović
- Vukota Brajović
- Branimir Brstina
- Stanko Buhanac
- Dušan Bulajić
- Ljubomir Bulajić
- Milutin Butković
- Stefan Buzurović

## C
- Đorđe Cakić
- Branko Cvejić
- Svetozar Cvetković
- Zoran Cvijanović

## Č
- Dara Čalenić
- Pavle Čemerikić
- Vesna Čipčić
- Vera Čukić
- Dragoljub Čumić
- Radoje Čupić
- Slaviša Čurović
- Tijana Čurović
- Jelena Čvorović Paunović

## Ć
- Stela Ćetković
- Vojin Ćetković
- Ljubomir Ćipranić
- Dobrila Ćirković
- Slobodan Ćustić

## D
- Dragana Dabović
- Sonja Damjanović
- Goran Daničić
- Milena Dapčević (Vrsajkov)
- Bogdan Diklić
- Bojan Dimitrijević
- Slobodan Dimitrijević (srb.-hrv.)
- Anica Dobra
- Dragutin Dobričanin
- Slaven Došlo
- Miodrag Dragičević
- Tamara Dragičević
- Ljiljana Dragutinović
- Jugoslava Drašković
- Milena Dravić
- Dragana Dugalić
- Nebojša Dugalić
- Vaja Dujović
- Vladan Dujović
- Aleksandar Dunić
- Dara Džokić

## Đ
- Jelena Đokić
- Branko Đorđević
- Igor Đorđević
- Ivan Đorđević
- Vera Đukić
- Gordana Đurđević-Dimić
- Aleksandar Đurica
- Ljiljana Đurić
- Uroš Đurić
- Jasna Đuričić
- Rada Đuričin
- Nikola Đuričko
- Dejan Đurović

## E
- Predrag Ejdus

## F
- Bekim Fehmiu
- Ulysses Fehmiju
- Dragomir Felba
- Rahela Ferari
- Miodrag Fišeković

## G
- Igor Galo
- Aleksandar Gavrić
- Jelena Gavrilović
- Jovan Gec
- Nebojša Glogovac (1969-2018)
- Milica Gojković
- Sergej Golubović
- Dušan Golumbovski
- Milka Grgurova-Aleksić
- Milan Gutović

## H
- Ivan Hajtl
- Sonja Hlebš
- Isabell Horn

## I
- Dimitrije Ilić
- Jana Ilić
- Nebojša Ilić
- Sima Ilić
- Boris Isaković
- Olga Ivanović

## J
- Ivan Jagodić
- Dušan Jakšić
- Bogdan Jakuš
- Dušan Janićijević
- Jovan Janićijević Burduš
- Ksenija Janićijević
- Marko Janketić
- Mihailo "Miša" Janketić
- Branimir Tori Janković
- Branko Janković
- Nina Janković
- Sonja Jauković
- Milan Jelić
- Đorđe Jelisić
- Goran Jevtić
- Ivan Jevtović
- Vladimir Jevtović
- Nenad Jezdić
- Mirjana Joković
- Lazar Jovanov
- Nemanja Jovanov
- Ana Jovanović
- Andjela Jovanović
- Dragan Jovanović
- Dubravko Jovanović
- Ljubiša Jovanović
- Srđan Jovanović
- Hana Jovčić

## K
- Erol Kadić
- Rialda Kadrić
- Boban Kaludjer
- Miloš Kandić
- Stefan Kapičić
- Rialda Kadrić
- Nele Karajlić (Nenad Janković)
- Marija Karan
- Mirjana Karanović
- Olivera Katarina (Olivera Vučo)
- Branka Katić
- Marta Keler
- Gordan Kičić
- Ljubinka Klarić
- Svjetlana Knežević
- Uglješa Kojadinović
- Nikola Kojo
- Sonja Kolačarić
- Marina Koljubajeva
- Boris Komnenić
- Ljiljana Kontić
- Stanislava Koprivica
- Gordana Kosanović
- Vaso Kosić
- Vuk Kostić
- Kalina Kovačević
- Mihailo Kovačević
- Petar Kralj
- Tamara Krcunović
- Miodrag Krivokapić
- Ljiljana Krstić
- Miodrag Krstić
- Nebojša Kundačina
- Tomo Kuruzović
- Andrija Kuzmanović

## L
- Dragan Laković
- Predrag Laković
- Dunja Lango (Dunja Figenvald Puletić)
- Srna Lango
- Ljiljana Lašić
- Žarko Laušević
- Danilo Lazović
- Tihana Lazović
- Branislav Lečić
- Miroljub Lešo
- Nebojša Ljubišić
- Beba (Desanka) Lončar
- Milka Lukić
- Petar Lupa

## M
- Jovo Maksić
- Danica Maksimović
- Dragan Maksimović
- Vesna Malohodžić
- Drago Malović (Črnogorec)
- Anita Mančić
- Suzana Mančić
- Milorad Mandić
- Veljko Mandić (Črnogorec)
- Maja Mandžuka
- Čarna Manojlović
- Ivan Manojlović
- Marija Manojlović
- Miki (Predrag) Manojlović
- Mina Manojlović Vodušek
- Zorka Manojlović
- Milorad Margetić
- Milan Marić
- Rade Marjanović
- Katarina Marković
- Nataša Marković
- Nina Marković Matthis
- Olivera Marković
- Rade Marković
- Dejan Matić
- Irfan Mensur
- Dragan Mićalović
- Dragana Mićalović
- Sloboda Mićalović
- Dragan Mićanović
- Ivan Mihailović
- Danijela "Nela" Mihajlović
- Milica Mihajlović
- Nela Mihajlović
- Ivana Mihić
- Dubravka Mijatović
- Sibina Mijatović (Sibina Bogunović)
- Nevenka Mikulić
- Radoslav Milenković
- Živojin "Žika" Milenković
- Srđan Miletić
- Jana Milić
- Nikola Milić
- Jovan Milićević
- Predrag Milinković
- Boris Milivojević
- Dragoljub Milosavljević
- Vladica Milosavljević
- Andrija Milošević
- Dara Milošević
- Mata Milošević
- Milutin Milošević
- Radomir Milosević Ceđa
- Nebojša Milovanović
- Milica Milša
- Isidora Minić
- Bogoljub Mitić "Đoša"
- Gojko Mitić (srb.-nem.: Winnetou)

## N
- Taško Načić
- Mladen Nelević
- Bora Nenić
- Aleksandra Nikolić
- Dragan Nikolić
- Dragan Nikolić (scenarist in igralec)
- Marko Nikolić
- Mirjana Nikolić
- Suzana Nikolić
- Snežana Nikšić
- Nataša Ninković
- Slobodan Ninković
- Slobodan "Boda" Ninković
- Dragica Novaković
- Zlata Numanagić

## O
- Olga Odanović
- Nenad Okanović
- Jelisaveta Orašanin
- Bojana Ordinačev

## P
- Zoran Pajić
- Predrag Panić
- Branka Pantelić
- Mihajlo Bata Paskaljević
- Anka (Zupanc) Pavlović (slov.-srb./jsl.)
- Tijana Pečenčić
- Vesna Pećanac
- Nikola Pejaković
- Bojan Perić
- Dubravka Perić
- Slobodan "Cica" Perović
- Vučić Perović (Črnogorec)
- Igor Pervić
- Stanislava Pešić
- Zlata Petković
- Branka Petrić
- Čedomir Petrović
- Dragan Petrović
- Miodrag Petrović-Čkalja
- Vladimir Petrović
- Boris Pingović
- Mihajlo Pleskonjić
- Dušan Poček
- Raša Popov
- Dragoslav Popović
- Gorica Popović
- Hristina Popović
- Ivana Popović
- Janko Popović Volarić
- Irena Prosen (slovensko-srbska)
- Branka Pujić
- Milan Puzić
- Jan Pance Lah

## R
- Luka Raco
- Goran Radaković
- Katarina Radivojević
- Zoran Radmilović
- Aleksandar Radojičić
- Dean Radovanović
- Jovan Radovanović
- Miodrag Radovanović
- Milena Radulović
- Sofija Rajović
- Jovan Rančić
- Zoran Rankić
- Eva Ras
- Ita Rina ? (slovenskega rodu)
- Nikola Ristanovski
- Nevena Ristić
- Danica Ristovski
- Lazar Ristovski
- Nada Rodić
- Ibi Romhanji
- Dina Rutić

## S
- Seka (Jelisaveta) Sablić
- Ana Sakić
- Ljubiša Samardžić
- Miloš Samolov
- Emina Jahović Sandal
- Ratko Sarić
- Snežana Savić
- Sonja Savić
- Viktor Savić
- Radmila Savićević
- Ljiljana Sedlar
- Hana Selimović
- Nina Seničar (srb.-it.-amer.)
- Nikola Simić (1934-2014)
- Slavko Simić
- Isidora Simijonović
- Predrag Smiljković
- Ana Sofrenović
- Ružica Sokić
- Mladen Sovilj
- Petar Spajić - Suljo
- Neda Spasojević
- Srđan Spasojević
- Milan Srdoč
- Aleksandar Srećković
- Jelica Sretenović
- Tihomir Stanić
- Olga Stanisavljević
- Desimir Stanojević
- Bojana Stefanović
- Slobodan Stefanović
- Žarko Stepanov
- Jovana Stipić
- Boro Stjepanović
- Ljiljana Stjepanović
- Borivoje "Bora" Stojanović
- Feđa Stojanović
- Žiža Stojanović
- Vlastimir - Đuza Stojiljković
- (Danilo) Bata Stojković
- Đorđe Stojković
- Daliborka Stojšić
- Mira Stupica
- Jelena Stupljanin
- Goran Sultanović

## Š
- Nada Šargin
- Rade Šerberdžija (hrvaško-srbski)
- Danijela Štajnfeld
- Slavko Štimac
- Iva Štrljić
- Zorica Šumadinac
- Goran Šušljik

## T
- Ljuba Tadić
- Ratko Tankosić
- Nataša Tapušković
- Branko Tatić
- Josif Tatić
- Miloš Timotijević
- Vladimir Tintor
- Bora Todorović
- Dora Todorović
- Marko Todorović
- Srđan "Žika" Todorović
- Milivoje "Mića" Tomić
- Borka Tomović
- Darko Tomović
- Radmila Tomović
- Sasha Torlaković
- Branislav "Bane" Trifunović
- Sergej Trifunović
- Vesna Trivalić

## U
- Siniša Ubović
- Renata Ulmanski
- Nevenka Urbanova
- Marta Uzelac

## V
- Dragana Varagić
- Vlastimir "Vlasta" Velisavljević
- Branka Veselinović (1918-2023)
- Marija Vicković (črnogor. rodu)
- Katarina Vićentijević
- Branko Vidaković
- Gala Videnović
- Mihajlo Viktorović
- Dimitrije Vojnov
- Dragoljub Vojnov
- Nada Vojinović
- Janez Vrhovec (slovenskega rodu)
- Aljoša Vučković (hrvaško-srbski)
- Tamara Vučković (Tamara Vučković Manojlović)
- Pavle Vuisić
- Nikola Vujović
- Radovan Vujović
- Lidija Vukičević
- Ivan Vukov
- Ivana Vuković

## Z
- Dragan Zarić
- Ivan Zarić
- Milica Zarić
- Dejan Zečević
- Anka Zupanc (-Pavlović) (slov.-srb./jsl.)

## Ž
- Dušica Žegarac
- Ivana Žigon
- Jelena Žigon
- Stevo Žigon (slovensko-srbski)
- Bojan Žirović
- Đorđe Živadinović Grgur
- Radmila Živković
- Vladan Živković
- Velimir "Bata" Živojinović
- Velimir Životić
- Katarina Žutić